# مرغ شاخدار کاکلی
مرغ شاخدار کاکلی (نام علمی: Guttera pucherani) نام یک گونه از خانواده مرغ شاخدار است که در جنگل‌های آفریقای سیاه یافت می‌شود.